# Andrzej Seweryn (basket-ball)
Pour les articles homonymes, voir Andrzej Seweryn.
Andrzej Seweryn, né le 27 novembre 1948, à Cracovie, en Pologne, est un ancien joueur polonais de basket-ball.